# Allgemeine Bauzeitung (1836–1918)

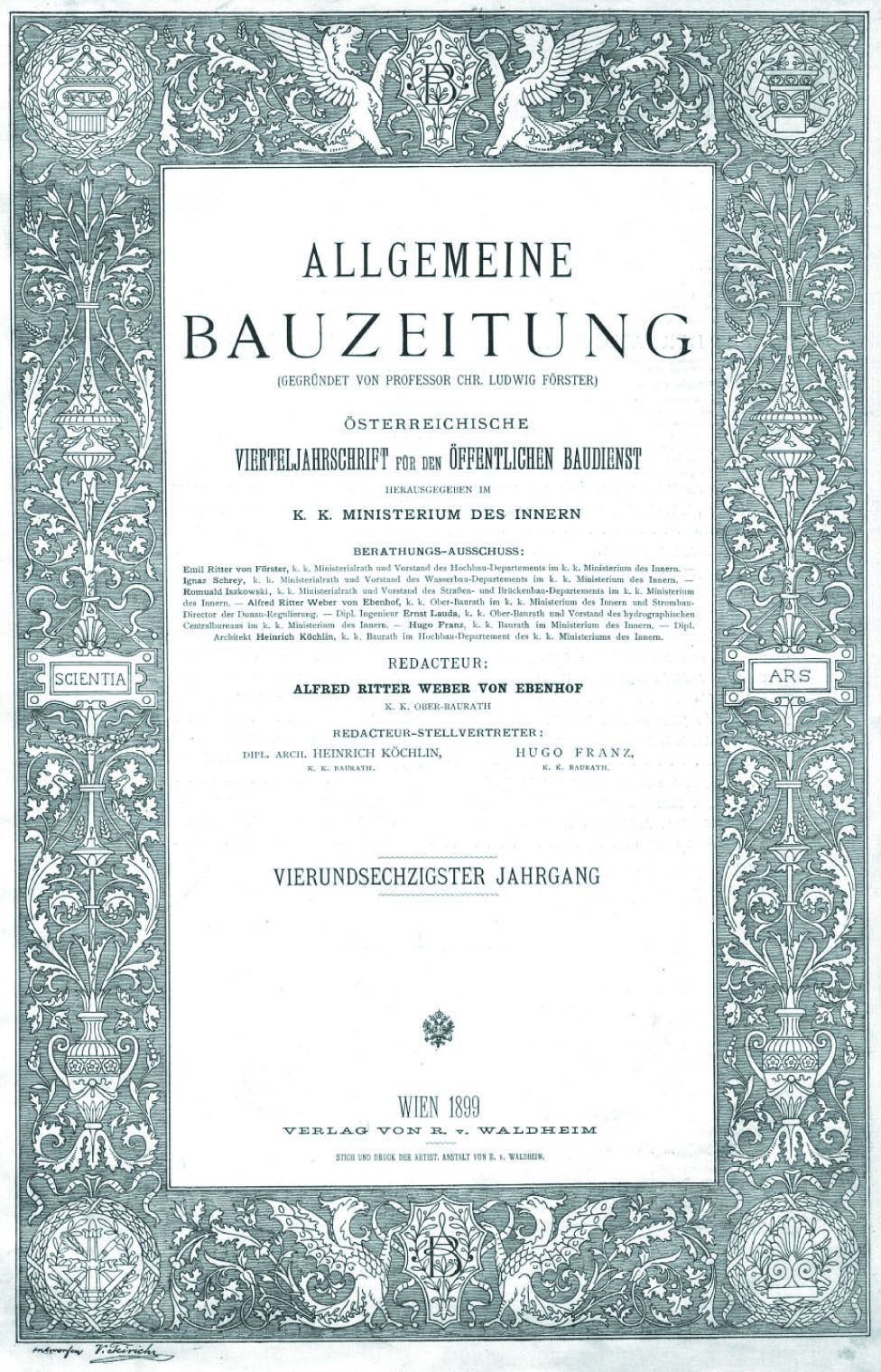
Titelblatt der Allgemeinen Bauzeitung 1899

Die Allgemeine Bauzeitung für den öffentlichen Baudienst (Nebentitel Försters Bauzeitung) wurde 1836 vom Architekten Ludwig Förster gegründet und war für Jahrzehnte das wichtigste Publikationsorgan des Bauwesens in der österreichischen Monarchie. Die Zeitung im Format 2°, 4° erschien vierteljährlich und enthielt zahlreiche Abbildungen für Architekten, Ingenieure, Dekorateure et cetera. Beilagen waren das Literatur- und Anzeigeblatt für das Baufach, Ephemeriden und das Bauverordnungsblatt für das Kaiserthum Oesterreich.
Die historisch bedeutsame Zeitschrift für zeitgenössische Architektur und das praktische Baugewerbe, die bis 1918 herausgegeben wurde, ist bei der Österreichischen Nationalbibliothek online frei zugänglich.